# Gemeindeverwaltungsverband Gullen
Der Gemeindeverwaltungsverband Gullen mit Sitz in Grünkraut-Gullen umfasst die vier Gemeinden Bodnegg, Grünkraut, Schlier und Waldburg.
Die Mitgliedsgemeinden gehören zum Landkreis Ravensburg und liegen östlich des Ballungsraums Mittleres Schussental (um die Städte Ravensburg und Weingarten) am Übergang von Oberschwaben in das Westallgäu, dem sogenannten Vorallgäu.
Bei der Gemeindereform der 1970er Jahre wurde die Selbständigkeit der vier Gemeinden beibehalten. Um eine effiziente Verwaltung zu gewährleisten, wurden verschiedene Verwaltungsaufgaben dem 1972 von den Gemeinden gegründeten Gemeindeverwaltungsverband übertragen. Er fungiert als Untere Baurechtsbehörde einschließlich der Prüfung des Kenntnisgabeverfahrens, Untere Denkmalschutzbehörde und Gaststättenbehörde. Darüber hinaus nimmt der Verband für die Mitgliedsgemeinden auch die Aufgabe der vorbereitenden Bauleitplanung (Flächennutzungsplanung) wahr. Zudem erledigt der Verband die Prüfung und Erteilung sondergewerblicher Anträge, die Gewässerunterhaltung für Gewässer zweiter Ordnung und die Flüchtlingssozialarbeit und das Integrationsmanagement.

Topografische Karte des GVV Gullen

Als weitere Aufgabe setzt der GVV Gullen das gemeinsame Energie- und Klimaschutzkonzept der Gemeinden um.
Organe des Verbands sind der/die Vorsitzende und die Verbandsversammlung. Der Bürgermeister jeder Mitgliedsgemeinde ist kraft Amtes nach der Verbandssatzung Mitglied der Verbandsversammlung. Außerdem entsendet jede Mitgliedsgemeinde zwei weitere Vertretern des Gemeinderats in die Verbandsversammlung. Der Verband bedient sich zur Erledigung seiner Aufgaben der Verbandsverwaltung.
Der Verband ist nach dem Grünkrauter Ortsteil Gullen benannt, in dem er aufgrund der zentralen Lage im Verbandsgebiet seinen Sitz hat.